# 4253-as mellékút (Magyarország)
A 4253-as számú mellékút egy bő 5 kilométer hosszú, négy számjegyű országos közút Hajdú-Bihar vármegyében; Furta és Zsáka községek főutcájaként húzódik, egyben össze is köti a két települést. Valószínűnek látszik, hogy korábban a 47-es főút része volt.

## Nyomvonala
Furta külterületén, a lakott terület keleti szélén ágazik ki a 47-es főútból, kevéssel annak a 47. kilométere után. Délnyugat felé indul, körülbelül egy kilométer után éri el a belterület keleti szélét, ahol a Szabadság út nevet veszi fel és nem sokkal utána nyugatnak fordul. 2,8 kilométer után egy elágazáshoz ér: dél felé a 4219-es út ágazik ki belőle – ez Komádiba, majd onnan Sarkadon keresztül Gyulára vezet – a 4253-as pedig északnyugatnak folytatódik, Szent László út néven.
3,3 kilométer után kilép Furta lakott területei közül, és egyből zsákai területre ér; mintegy 350 méterrel arrébb keresztezi a 47-es főutat – az ott az 50. kilométerénél tart – majd egyből be is lép Zsáka házai közé. Ott Bethlen Gábor út néven húzódik, több irányváltásától eltekintve nagyjából nyugat felé. Kevéssel az 5. kilométere előtt beletorkollik észak felől a 4224-es út, majdnem pontosan 7 kilométer megtétele után, Bakonszeg irányából, a folytatásban az út már Deák Ferenc nevét viseli és délnyugat, majd dél felé húzódik. Így is ér véget, visszatorkollva a 47-es főútba, annak 51,600-as kilométerszelvényénél.
Teljes hossza, az országos közutak térképes nyilvántartását szolgáló kira.gov.hu adatbázisa szerint 5,433 kilométer.

## Települések az út mentén
- Furta
- Zsáka